# الحصن (السبرة)

تعديل مصدري - تعديل

الحصن محلة تابعة لقرية منزل على، التابعة لعزلة مطاية بمديرية السبرة إحدى مديريات محافظة إب في الجمهورية اليمنية.، بلغ تعداد سكانها 63 حسب تعداد اليمن لعام 2004.